# سوپرمن در فیلم

لوگوی رسمی

سوپرمن از زمان خلقت خود توسط جری سیگل و جو شوستر، در ژوئن ١٩٣٨، در فیلم های گوناگونی حضور یافته است. او برای اولین بار در سال ١٩۴١ در یک سری انیمیشن کوتاه وارد سينما شد و متعاقباً دو فیلم مجموعه‌ای در سالهای ١٩۴٨ و ١٩۵٠ از او ساخته شد. یک استودیوی مستقل به نام لیپرت پیکچرز اولین فیلم بلند سوپرمن را با نام سوپرمن و مردان کورموش با بازی جورج ریوز در سال ١٩۵۴ منتشر کرد. در سال ١٩٧۴، حق فیلمسازی از شخصیت سوپرمن توسط ایلیا سالکایند، الکساندر سالکایند و پیر اسپنگلر خریداری شد. پس از چندین فیلمنامه، ریچارد دانر به عنوان کارگردان آنها استخدام شد و همزمان سوپرمن (١٩٧٨) و سوپرمن ۲ (١٩٨٠) را فیلمبرداری کرد. قبل از اینکه فیلمبرداری فیلم اول به پایان برسد، دانر هشتاد درصد از سوپرمن ٢ را با کریستوفر ریو فیلمبرداری کرده بود. سالکایندها پس از اکران سوپرمن، دانر را اخراج کردند و ریچارد لستر را به عنوان کارگردان مأمور تکمیل کردن سوپرمن ٢ قرار دادند. لستر برای سوپرمن ۳ (١٩٨٣) بازگشت، سالکایندها و در سال ١٩٨۴ اسپین آف سوپرگرل را تولید کردند. آنان در نهایت حقوق شخصیت سوپرمن را به کانن فیلمز فروختند که نتیجه آن سوپرمن ۴: در جستجوی صلح (١٩٨٧) بود که یک شکست انتقادی و تجاری به شمار می‌رود. ایلیا سالکایند، قبل از اینکه برادران وارنر حقوق سوپرمن را به طور کامل در سال ١٩٩٣ پس بگیرند، سفارش فیلمنامه سوپرمن ۵ را داد.
در طول ١١ سال، برادران وارنر شروع به تولید فیلم «سوپرمن زنده است»، با کارگردانی تیم برتون و ایفاگری نیکلاس کیج در نقش سوپرمن، کردند اما این پروژه مدتی بعد لغو شد. پروژه های لغو شده بعدی فیلم های بتمن علیه سوپرمن به کارگردانی ولفگانگ پترسن و سوپرمن: فلا‌ی‌بای به نویسندگی جی. جی. آبرامز بودند. این استودیو در سال ٢٠٠۴ برایان سینگر را استخدام کرد تا کارگردانی فیلم سوپرمن را به عهده بگیرد و در سال ٢٠٠۶ فیلم بازگشت سوپرمن را، با بازی برندان روث، ساخت. برش کارگردان دانر برای سوپرمن ٢ نیز در آن سال منتشر شد. با وجود نقدهای مثبت، برادران وارنر از عملکرد مالی بازگشت‌ سوپرمن ناامید شد و دنباله پیشنهادی سینگر را لغو کرد. استودیو سپس شروع به تولید یک فیلم براساس لیگ عدالت با کارگردانی جورج میلر، با بازی دی. جی. کوترانا در نقش سوپرمن، کرد اما در سال ٢٠٠٨ متوقف شد.
این مجموعه فیلم در سال ٢٠١٣ با فیلم مرد پولادین به کارگردانی زک اسنایدر، با بازی هنری کویل در نقش سوپرمن، ریبوت شد. مرد پولادین همچنین یک مشترک سینمایی، که به دنیای توسعه‌یافته دی‌سی معروف شد، را راه اندازی کرد تا با دنیای سینمایی مارول رقابت کند. کویل از آن زمان در نقش سوپرمن در فیلم‌های بتمن در برابر سوپرمن: طلوع عدالت (٢٠١۶) و لیگ عدالت (٢٠١٧) ظاهر شد که هر دو توسط اسنایدر کارگردانی شدند، و همچنین در نسخه کارگردان فیلم لیگ عدالت، لیگ عدالت زک اسنایدر (٢٠٢١) حضور داشت و آخرین حضور او در صحنه پس از تیتراژ فیلم بلک آدم (٢٠٢٢) رقم خورد. فیلم جدیدی بر اساس این شخصیت با عنوان  سوپرمن: میراث در حال حاضر برای اکران در ژوئیه ٢٠٢۵ به نویسندگی جیمز گان و تهیه کنندگی او و پیتر سفرن به عنوان اولین قسمت از مجموعه دنیای دی‌سی (DCU) برنامه ریزی شده است.

## فیلم‌ها
| فیلم                             | تاریخ اکران در ایالات متحده | کارگردان        | هنرپیشه       | داستان                                              | فیلمنامه                                            | تهیه کننده                                            | توزیع کننده          |
| اولین مجموعه                     | اولین مجموعه                | اولین مجموعه    | اولین مجموعه  | اولین مجموعه                                        | اولین مجموعه                                        | اولین مجموعه                                          | اولین مجموعه         |
| -------------------------------- | --------------------------- | --------------- | ------------- | --------------------------------------------------- | --------------------------------------------------- | ----------------------------------------------------- | -------------------- |
| سوپرمن                           | ۱۵ دسامبر ۱۹۷۸              | ریچارد دانر     | کریستوفر ریو  | ماریو پوزو                                          | ماریو پوزو، دیوید نیومن، لزلی نیومن و رابرت بنتون   | پیر اسپنگلر                                           | برادران وارنر        |
| سوپرمن ۲                         | ۱۹ ژوئن ۱۹۸۱                | ریچارد لستر     | کریستوفر ریو  | ماریو پوزو                                          | ماریو پوزو، دیوید نیومن، لزلی نیومن                 | پیر اسپنگلر                                           | برادران وارنر        |
| سوپرمن ۳                         | ۱۷ ژوئن ۱۹۸۳                | ریچارد لستر     | کریستوفر ریو  | دیوید نیومن (فیلم‌نامه‌نویس)\|دیوید نیومن، لزلی نیومن | دیوید نیومن (فیلم‌نامه‌نویس)\|دیوید نیومن، لزلی نیومن | ایلیا سالکایند و پیر اسپنگلر                          | برادران وارنر        |
| سوپرمن ۴: در جستجوی صلح          | ۲۴ ژوئیه ۱۹۸۷               | سیدنی جی. فیوری | کریستوفر ریو  | لورنس کانر، مارک روزنتال و کریستوفر ریو             | لورنس کانر و مارک روزنتال                           | مناهم گولان و یورام گلوباس                            | برادران وارنر        |
| بازگشت سوپرمن                    | ۲۸ ژوئن ۲۰۰۶                | برایان سینگر    | برندان روث    | مایکل دووگرتی، دن هریس و برایان سینگر               | مایکل دووگرتی، دن هریس                              | جان پیترز، برایان سینگر و گیلبرت ادلر                 | برادران وارنر        |
| سوپرمن ۲: ریچارد دانر کات        | ۲۸ نوامبر ۲۰۰۶              | ریچارد دانر     | کریستوفر ریو  | ماریو پوزو، دیوید نیومن، و لزلی نیومن               | ماریو پوزو                                          | پیر اسپنگلر                                           | برادران وارنر        |
| فیلم های دنیای توسعه‌یافته دی‌سی   |                             |                 |               |                                                     |                                                     |                                                       |                      |
| مرد پولادین                      | ۱۴ ژوئن ۲۰۱۳                | زک اسنایدر      | هنری کویل     | دیوید اس. گویر و کریستوفر نولان                     | دیوید اس. گویر                                      | کریستوفر نولان، چارلز روون، اما توماس و دبورا اسنایدر | برادران وارنر        |
| بتمن در برابر سوپرمن: طلوع عدالت | ۲۵ مارس ۲۰۱۶                | زک اسنایدر      | هنری کویل     | کریس تریو و دیوید اس. گویر                          | کریس تریو و دیوید اس. گویر                          | چارلز روون و دبورا اسنایدر                            | برادران وارنر        |
| لیگ عدالت                        | ۱۷ نوامبر ۲۰۱۷              | زک اسنایدر      | هنری کویل     | زک اسنایدر و کریس تریو                              | کریس تریو و جاس ویدون                               | چارلز روون، دبورا اسنایدر، جان برگ و جف جانز          | برادران وارنر        |
| لیگ عدالت زک اسنایدر             | ۱۸ مارس ۲۰۲۱                | زک اسنایدر      | هنری کویل     | زک اسنایدر، کریس تریو و ویل بیل                     | کریس تریو                                           | چارلز روون و دبورا اسنایدر                            | اچ‌بی‌او مکس           |
| فیلم های دنیای دی‌سی              |                             |                 |               |                                                     |                                                     |                                                       |                      |
| سوپرمن                           | 11 ژوییه 2025               | جیمز گان        | دیوید کورنسوت | جیمز گان                                            | جیمزگان                                             | پیتر سفرن                                             | برادران وارنر پیکچرز |

## فیلم‌ها بر پایه فروش
| فیلم                             | تاریخ انتشار      | تاریخ انتشار      | فروش           | فروش                                             | فروش                | فروش           | Ref(s)      |
| فیلم                             | آمریکای شمالی     | مناطق دیگر        | آمریکای شمالی  | North American gross when adjusted for inflation | مناطق دیگر          | بین‌المللی      | Ref(s)      |
| -------------------------------- | ----------------- | ----------------- | -------------- | ------------------------------------------------ | ------------------- | -------------- | ----------- |
| سوپرمن                           | December 15, 1978 | December 15, 1978 | $۱۳۴٬۲۱۸٬۰۱۸   | $۶۰۲٬۲۰۰٬۶۳۸                                     | ۱۶۶ میلیون دلار     | $۳۰۰٬۲۱۸٬۰۱۸   | [ ۴ ]       |
| سوپرمن ۲                         | ۱۹ ژوئن ۱۹۸۱      | ۴ دسامبر ۱۹۸۰     | $۱۰۸٬۱۸۵٬۷۰۶   | $۳۸۴٬۲۴۲٬۷۷۰                                     | $۸۲٫۲ میلیون دلار   | $۱۹۰٬۳۸۵٬۷۰۶   | [ ۵ ] [ ۶ ] |
| سوپرمن ۳                         | June 17, 1983     | June 17, 1983     | $۵۹٬۹۵۰٬۶۲۳    | $۱۷۶٬۱۴۶٬۲۶۸                                     | ۲۰٫۲ میلیون دلار    | $۸۰٬۱۵۰٬۶۲۳    | [ ۶ ] [ ۷ ] |
| سوپرمن ۴: در جستجوی صلح          | July 24, 1987     | July 24, 1987     | $۱۵٬۶۸۱٬۰۲۰    | $۴۰٬۳۹۲٬۱۷۶                                      | ۲۱ میلیون دلار      | $۳۶٬۶۸۱٬۰۲۰    | [ ۶ ] [ ۸ ] |
| بازگشت سوپرمن                    | June 28, 2006     | June 28, 2006     | $۲۰۰٬۰۸۱٬۱۹۲   | $۲۹۰٬۴۴۴٬۷۰۲                                     | ۱۹۱ میلیون دلار     | $۳۹۱٬۰۸۱٬۱۹۲   | [ ۹ ]       |
| مرد پولادین                      | June 14, 2013     | June 14, 2013     | $۲۹۱٬۰۴۵٬۵۱۸   | $۳۶۵٬۶۳۶٬۳۲۶                                     | ۳۷۷ میلیون دلار     | $۶۶۸٬۰۴۵٬۵۱۸   | [ ۱۰ ]      |
| بتمن در برابر سوپرمن: طلوع عدالت | March 25, 2016    | March 25, 2016    | $۳۳۰٬۳۶۰٬۱۹۴   | $۴۰۲٬۸۲۶٬۸۹۲                                     | ۵۴۲٫۳ میلیون دلار   | $۸۷۲٬۶۶۲٬۶۳۱   | [ ۱۱ ]      |
| لیگ عدالت                        | ۱۷ نوامبر ۲۰۱۷    | ۲۶ اکتبر ۲۰۱۷     | $۲۲۹٬۰۰۰٬۰۰۰   | $۲۷۳٬۳۹۴٬۷۸۷                                     | $۴۲۸٬۹۰۰٬۰۰۰        | $۶۵۷٬۹۰۰٬۰۰۰   |             |
| مجموع                            | مجموع             | مجموع             | $۱٬۳۸۲٬۸۱۸٬۷۰۹ | $۲٬۱۰۰٬۲۶۵٬۲۷۸                                   | ۱٬۸۲۸٫۶ میلیون دلار | $۳٬۲۱۱٬۴۲۱٬۱۴۶ | [ ۱۲ ]      |